# Izeÿl

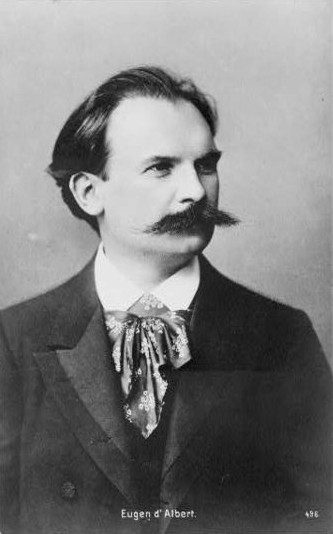
Eugen d'Albert

Izeÿl är en opera (Musikdrama) i tre akter (fem Bilder) med musik av Eugen d'Albert och libretto av Rudolf Lothar efter en förlaga av Armand Silvestre och Eugen Morand. Operan hade premiär den 6 november 1909 på Stadttheater Hamburg.

## Personer
- Prinsen (Baryton)
- Prinsessan Sarvillaka (Mezzosopran)
- Prins Scindya, hennes son (Tenor)
- Prins Ram Singh, hennes son (Tenor)
- Prins Cavaradjah, hennes son (Tenor)
- Yogin (Bas)
- Izeÿl (Sopran)
- Första prinsessan
- Andra prinsessan
- Djaul
- Folk
- Brahminer
- Botgörare
- Hourier

## Handling

### Akt I
De unga prinsarna Ram Singh, Cavaradjah och Scindya uppvaktar alla den vackra kurtisanen Izeÿl, men hon avvisar dem. För att bevisa sin kärlek avlägsnar Scindya en gyllene trefot med rökelse från templet och ställer den utanför hennes hus. Izeÿl försöker i smyg återställa trefoten till templet men blir upptäckt av folket och brahminerna. Scindyas moder, prinsessan Sarvillaka, räddar henne från döden med motiveringen att Gud struntar i tjuvar. Izeÿl svär att hämnas. Den till kung utvalde prinsen ska efter åratals av världsförsakande uppfostran krönas i templet. En yogi träder fram och redogör för den aningslöse om livets lidande. Skakad beslutar sig prinsen att avsäga sig värdigheten och såsom botgörare vandra kring på jorden. Izeÿl: Visse han bara vad kärlek är, så gick han aldrig.

### Akt II
Prinsen motstår försöken från två prinsessor att gå med in i staden. På natten försöker Izeÿl förföra honom endast iförd en slöja. Men även hon grips av hans ord och bekänner sig till ett försakande liv.

### Akt III
Scindya och hans tjänare förbereder allt för Izeÿls hemkomst och för en kärleksnatt. Men Izeÿl avvisar Scindya; hans dyrbara kärleksgåvor, juveler, pärlor, diamanter, brokader och dyrbara sidentyger tar hon emot för att genast ge bort till de fattiga: Vad du ger mig, ska andra få glädje. Scindya blir rasande och försöker kyssa henne, men blir nedstucken. Då Izeÿl hör hur prinsessan närmar sig, gömmer hon liket under ett bord. Prinsessan märker genast vad som skett: hennes egen son har mördats av Izeÿl. Hon dömmer henne till gruvliga lidanden och en långsam död. Efter tortyren ska hon begravas levande. Prinsen frälser de döda med sin kärlek. Hourierna syns bland molnen och för med sig Izeÿl upp. Prinsen sjunker gråtande ned på den tillslutna gravkullen.

### Allmänna källor
- Eugen d’Albert: Izeÿl. Musikdrama in drei Aufzügen (vier Bildern). Textbuch. Bote & Bock, Berlin 1909, (urn:nbn:de:hebis:30-1096891).
- Charlotte Pangels: Eugen d’Albert: Wunderpianist und Komponist. Eine Biographie. Atlantis, Zürich/Freiburg i. Br. 1981, ISBN 3-7611-0595-9.